# Rolf von Weissenfluh
Rolf von Weissenfluh (20 marzo 1977) è un ex sciatore alpino svizzero.

## Biografia
Specialista delle prove veloci originario di Innertkirchen, von Weissenfluh esordì in Coppa Europa il 10 dicembre 1995 in Val Gardena in discesa libera (37º) e in Coppa del Mondo il 17 dicembre 1999 nelle medesime località e specialità (14º). Nel massimo circuito internazionale ottenne il miglior piazzamento il 9 dicembre 2000 a Val-d'Isère sempre in discesa libera (8º) e prese per l'ultima volta il via il 7 marzo 2004 a Kvitfjell in supergigante (40º); si ritirò al termine di quella stessa stagione 2003-2004 e la sua ultima gara fu il supergigante di Coppa Europa disputato l'11 marzo in Sierra Nevada, chiuso da von Weissenfluh al 45º posto. Non prese parte a rassegne olimpiche o iridate.

## Palmarès

### Coppa del Mondo
- Miglior piazzamento in classifica generale: 60º nel 2001

### Campionati svizzeri
- 1 medaglia:
  - 1 bronzo (discesa libera nel 1999)